# Alfonso Alfonsi
Alfonso Alfonsi (Velletri, 1841 – Velletri, 1919) was een Italiaanse notaris en lokale politicus.

## Biografie
Alfonso Alfonsi, notaris, werd in 1890 de eerste verkozen burgemeester van Velletri. Deze eerste mandaat eindigde in 1897, toen hij werd vervangen door de regeringscommissaris Federico Spairani. In 1906 werd hij voor de tweede keer verkozen en deze tweede mandaat duurde tot in 1909, toen Alfonsi opnieuw werd vervangen door een regeringscommissaris, Filateo Lozzi.
Alfonsi behoorde tot de republikeinse beweging en had nauwe betrekkingen met Menotti Garibaldi, volksvertegenwoordiger in het college van Velletri van 1876 tot 1897, zoals blijkt uit de correspondentie bewaard in  het stedelijk historisch archief van Velletri 
In 1873 werd hij verkozen tot gemeenteraadslid en het jaar daarop diende hij een voorstel in om een rente te laten goedkeuren ten voordele van Giuseppe Garibaldi
In 1875 stichtte hij de 'Circolo Progressivo' in Velletri en in 1880 was hij de bezieler van een bijeenkomst in dezelfde stad om het algemeen stemrecht te promoten  
Op 1 juni 1919 werd Alfonsi herdacht door de stadsautoriteiten met een ceremonie die werd bijgewoond door meer dan honderd mensen en die de aanwezigheid zag van talrijke republikeinse en democratische esponenten 

## Verwijzingen
1. ↑   Stedelijk historisch archief van Velletri, correspondentie van de burgemeester, RGN 18/1, brieven van 1875 tot 1911.
2. ↑   Maggiore Luca, Velletri nel Regno d'Italia (1870-1876), Tivoli, Tored edizioni, 2019, blz. 59-60, 157.
3. ↑   Petrucciani Tommaso, La rivoluzione entra a suon di banda. La scoperta della politica in alcune comunità laziali nell’Italia liberale (Castelli Romani 1870-1913), Velletri 2016, blz. 244.
4. ↑    Mancini Ugo, Lotte contadine e avvento del fascismo nei Castelli Romani, Roma, Armando editore, 2002, blz. 223.